# Denny (Denisova 11)

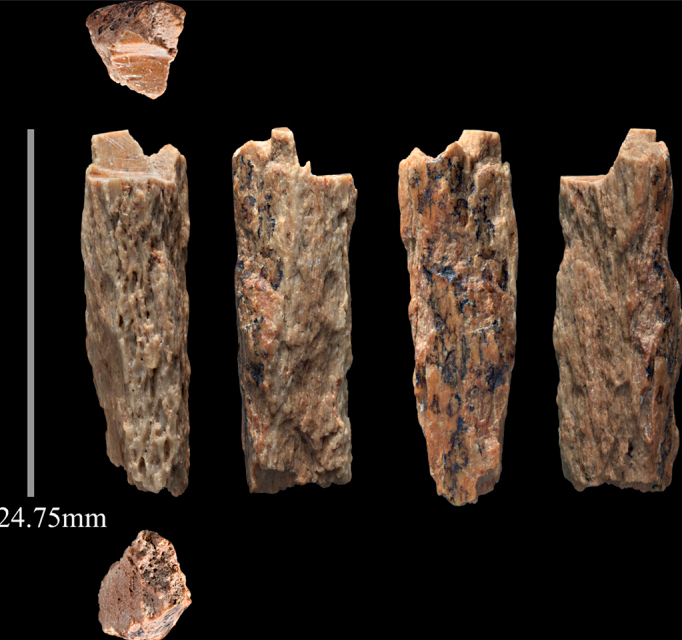
Fragmento de hueso Denisova 11

Denny (Denisova 11) es el fósil de un individuo híbrido de primera generación cuya ascendencia es una madre neandertal (Homo neanderthalensis) y un padre denisovano (Homínido de Denísova), siendo el único homínido híbrido de primera generación hallado. El Neandertal y el Homínido de Denisova se separaron hace 744.000 años.
Fue descubierto en el año 2012 en las cuevas de Denísova y en  2018 se publicó la secuenciación de su genoma realizada por el equipo  de Svante Pääbo del Instituto Max Planck de Antropología Evolutiva en Leipzig, Alemania.

## Descubrimiento
Fue hallado un solo fragmento de hueso de 2 cm de largo en el año 2012 en las Cuevas de Denísova, en la capa 12 de la Galería Este. La cueva está ubicada en el valle Denisova, en el Macizo de Altái en Siberia, Rusia.

## Descripción
Mediante la datación por radiocarbono se demostró que el fósil  tenía más de 50.000 años, y mediante el grosor del hueso se determinó que tenía al menos 13 años de edad en el momento del fallecimiento.
Posteriormente, se encontró que su ADN mitocondrial era de tipo neandertal y que el genoma completo presentaba igual proporción de genoma neandertal como denisovano. Mediante un análisis de polimorfismos de transversión específicos para cada especie se concluyó que Denisova 11 no se originó en una población con proporciones iguales de ascendencia neandertal y denisovana, más bien, ella es la primera generación de una madre neandertal, que contribuyó con su ADN mitocondrial, y un padre Denisovano.

## Ascendencia
También, en este mismo fósil, se pudo estudiar el genoma perteneciente a cada padre, encontrándose que el padre denisovano de Denisova 11 tenía algunos ancestros neandertales pero que éste era de una población diferente a la de la  madre de Denisova 11, es decir, se habían mezclado mucho antes, se calcula que unas 300-600 generaciones antes.
Cuando se analizó la ascendencia de la madre neandertal se vio que compartía más genoma con los neandertales que vivieron al menos 20.000 años más tarde en Europa que con un Neandertal anterior de la misma cueva. Esto sugiere que los neandertales orientales se extendieron a Europa occidental en algún momento después de 90.000 años o que los neandertales occidentales se extendieron a Siberia antes de ese tiempo y reemplazaron parcialmente a la población local.

## Implicaciones
Ya se había demostrado previamente que el entrecruzamiento ocurrió en varios eventos independientes que incluyeron neandertales, denisovanos y varios homínidos no identificados. Debido a esto, hoy en día, aproximadamente el 2-3% del ADN de la mayoría de los europeos  y asiáticos es neandertal. Además, el 4-6% del genoma de los melanesios modernos es denisovano.
El descubrimiento de Denny representa la primera vez que se ha hallado un individuo antiguo cuyos padres pertenecían a dos especies diferentes de humanos, permitiendo realizar estudios genéticos comparativos.
Este como otros descubrimientos ponen en entredicho la clasificación  como especies  diferentes tanto al homínido de denísova como al Homo neanderthalensis, debiendo  considerarse  la posibilidad de sistematizar a ambos como parte de los Homo sapiens 